# Wallowaconchidae
De Wallowaconchidae zijn een familie van uitgestorven tweekleppigen uit de orde Megalodontida.